# Charles de Bernard
Charles de Bernard (Besançon, 24 de febrero de 1804 – Neuilly-sur-Seine, 6 de marzo de 1850) fue un escritor francés, del círculo de Balzac, cuyas novelas y cuentos alcanzaron cierto renombre en la década de 1840. Su nombre completo era Pierre-Marie-Charles de Bernard Du Grail de la Villette.
De ningún modo puede calificársele de autor romántico, y por ello ha de adscribírsele al realismo literario incipiente, que se estaba formando por entonces.

## Biografía
Nacido en una familia de rancia nobleza, más rica en títulos que en posibles, hizo sus primeros estudios en Besançon y cursó derecho en Dijon, donde se licenció en 1825. En 1829 recibió un premio de la Academia de los Juegos Florales de Toulouse por su relato Une fête de Néron. Este primer éxito literario no le apartó de su aspiración a la magistratura pero la Revolución de 1830 lo indujo a implicarse en política, publicando una serie de artículos legitimistas en la La Gazette de Franche-Comté, de la que fue uno de los fundadores. 
En esa misma gaceta publicó en 1831 un artículo elogioso de La piel de zapa, de Balzac que le sirvió para recibir una carta de agradecimiento de ese reconocido autor, de donde surgió una correspondencia y una amistad entre ambos. Terminó trasladándose a vivir a París a instancias del propio Balzac. Esta estancia parisina solo sirvió para producir, en 1832, el libro de versos elegiacos Plus deuil que joie, que pasó desapercibido.
Desanimado de la gran capital, De Bernard volvió a su tierra en el otoño de 1832. En 1834, Balzac le hace una visita y le convence de volver a París, a donde regresa en 1835. Balzac trata de inducirle al género novelesco, sugiriéndole que escriba novelas históricas, pero De Bernard se recrea más en relatos cortos y medios y en novelas contemporáneas, no históricas. En 1838 publica una recopilación de relatos breves, titulado Le Nœud gordien, que contiene entre ellos La Femme de quarante ans, título que evoca la novela La Femme de trente ans, de Balzac, con la que es inevitable establecer una comparación. Otro relato de esa recopilación, Une aventure du Magistrat, fue adaptado por Victorien Sardou para su comedia Les Pommes du voisin, de 1864.
También en 1838 publica su novela Gerfaut, considerada su obra maestra, que recibe un premio de la Academia francesa. Es traducida al inglés y Thackeray la celebra por evitar al lector los «horrores» y «barbaridades» en que incurren otros autores franceses de la época, como Balzac y Dumas.
En 1845, se casa con Anne-Clémentine Simonin, hija de un capitán de artillería, y cambia su residencia del humilde barrio de Montmartre al aún más apartado Neuilly. Allí le nacen sus hijos Clementina, en 1846, y Raymond, en 1847. Escaso de fodos, su vida social es reducida, y sobre todo su vida literaria, donde apenas tiene contacto con colegas escritores, lo que da lugar al «enigma Bernard»: ¿de dónde proviene todo su conocimiento de la sociedad y de los usos y costumbres de los salones distinguidos que supo retratar con tanta precisión? ¿Se trata solo de un conocimiento indirecto, de un saber libresco?
Su carrera literaria dura poco más de un decenio. Afectado por una enfermedad en la laringe que le impide deglutir, muere de inanición en 1850, a la edad de 46 años. Cuatro años después, en 1854, se publican sus Obras completas, en doce tomos.

## Obras

### Teatro
Escrito en colaboración con Léonce (Charles-Henri-Ladislas Laurençot, 1805–1862):
- Une position délicate, Una situación delicada, comedia en un acto, estrenada en París, en el Gymnase dramatique, el 18 de junio de 1836.
- Madame de Valdaunaie, ou Un amour dédaigné, La señora de Valdaunaie o Un amor despreciado, comedia en dos actos, estrenada en París, en el Gymnase dramatique, el 21 de enero de 1837.

### Poesía
- Plus deuil que joie (1832), Más duelo que alegría

### Novelas y relatos cortos
- Le nœud gordien (1838), El nudo gordiano, recopilación de relatos breves. Contiene:
  - La femme de quarante ans (1836), La mujer de cuarenta años, existe una versión en español.[11]
  - Le persecuteur, El perseguidor
  - Un acte de vertu, Un acto de virtud
  - L’anneau d'argent, El anillo de plata
  - La peine du Talion, La pena del Talión
- Gerfaut (1838), existe una versión en español.[11]
- Le paravent (1839), La mampara, recopilación de relatos breves. Contiene:
  - La rose jaune, La rosa amarilla
  - L’arbre de science, El árbol de ciencia
  - Un vieillard amoureux, Un viejo enamorado
  - Une aventure du magistrat, Una aventura del magistrado
  - Le pied d’argile, El pie de arcilla
- Les ailes d’Icare, Las alas de Ícaro (1839)
- La peau du Lion, La piel del león (1841)
- La chasse aux amants, La caza de los amantes (1841)
- L’écueil (1842), El escollo, recopilación de relatos breves. Contiene:
  - L’innocence d’un forçat, La inocencia de un presidiario, existe una versión en español.[11]
  - Le gendre, El yerno, existe una versión en español.[11]
  - Une consultation, Una consulta
  - La cinquantaine (1839), Los cincuenta
  - Le paratonnerre, El pararrayos
- Un homme sérieux (1843), Un hombre serio
- Un beau-père (1845), Un suegro
- Le gentilhomme campagnard (1846), El hidalgo rural
- Le veau d’or (1847), El becerro de oro
- La femme gardée, La mujer custodiada

### Obras completas
- Œuvres complètes (12 tomos, 1854), Obras completas

## Juicios críticos
Escribiendo tan pronto como 1838, Sainte-Beuve expresa una impresión positiva de las pocas obras aún producidas por De Bernard; lo considera un claro discípulo de Balzac y alaba su estilo:

El señor De Bernard es un novelista; une un raro y fácil impulso dramático a unas dotes de observación precoces; a los veinticinco ya sabía de la vida, y se recrea al expresarla. Los diversos relatos que ha recogido en su Nœud gordien y su Gerfaut permiten ya afirmar sobre él, sobre el conjunto de su talento y de su posible papel futuro, un juicio o al menos un pronostico general. [...] Si quiere, tiene en sí la madera de un novelista actual, fecundo y auténtico. [...] A la espera de sus próximas obras, que tendrán que satisfacer una curiosidad justificadamente exigente, concluimos diciendo de nuevo con nuestra satisfacción más viva: lean Gerfaut, lean sobre todo La femme de quarante ans.

El académico francés Jules Claretie tenía una buena opinión de Charles de Bernard:

Charles de Bernard era un realista, un discípulo de Balzac. Pero sobrepasa a su maestro en energía y claridad de composición. Su estilo es elegante y culto. Su genio aparece sobre todo en una veintena de cuentos deliciosos que no pasan de sesenta o setenta páginas, de proporción perfecta, llenos de inventiva y originalidad, y saturados de la más pura y agradable esencia del espíritu que durante seis siglos han hecho de la literatura francesa [...] la delicia y la recreación de Europa.

Se considera a Gerfaut como su obra más importante. [...] El libro no tiene nada que pueda ofender, las incomparables caracterizaciones de Marillac y de la señorita de Corandeuil son admirables, tanto Gerfaut como Bergenheim poseen una originalidad profunda, y el autor, por así decirlo, queda encarnado en el héroe de su historia.

El lector menos crítico no puede dejar de notar la habilidad de Charles de Bernard para introducir a personas de alta cuna en sus relatos. Los haya o no tomado del natural, sus caracterizaciones son exquisitamente convincentes. Basta decir que es el Sir Joshua Reynolds literario de los vizcondes y marqueses posteriores a la revolución. Vemos que sus retratos son fieles, y sentimos que al mismo tiempo están llenos de encanto. De Bernard es un delicioso e inspirado narrador que sobresale en producir un animado espectáculo para un público refinado y selecto, aunque esté pintando lo humanamente ridículo o lo desgraciado.

El novelista y crítico contemporáneo de De Bernard Thackeray abunda en esa caracterización del estilo burgués de De Bernard, nada naturalista (para decirlo con una caracterización literaria adelantada a su tiempo):

[...] permítanme recomendar las obras de un nuevo autor, Monsieur de Bernard, que ha retratado las actitudes reales sin esas exageraciones monstruosas y nefastas en las que han incurrido los actuales autores franceses [...]. Los tipos de De Bernard son gente de clase acomodada, suficientemente faltos de vergüenza pero que no viven en un estado de incontenible delincuencia. Y le seguimos en esa vívida recensión de sus costumbres sin correr el riesgo de tropezar con horrores como los que Balzac o Dumas nos han puesto delante.

George Saintsbury incide en su facilidad de invención y en la calidad de su prosa, a costa de una cierta falta de profundidad:

Charles de Bernard, tal como yo lo veo, no tiene fuerza trágica, y cuando intenta algo trágico no da la talla. Pero en asuntos de comedia, en el desarrollo de la intriga y el reflejo de las costumbres, no tiene quien le supere salvo los grandes maestros. Su excelencia de ejecución solo es superada por su extraordinaria facilidad de invención.

Por último, un crítico más reciente como Henry James, dejó escrito a principios del siglo XX:

Charles de Bernard apenas tiene hoy más que un valor histórico, y sus novelas no son para recomendar a lectores que tengan a mano algo más importante que leer. Pero hablando de novelistas franceses de segunda fila es justo asignarle un nicho confortable, pues si no es especialmente digno de ser estudiado, al menos os deja un amable regusto cuando tropezáis con él. Es un autor realista inoperante,  pasado de moda, descolorido; su ingenio ya no tiene punta ahora; su arte y sus recursos parecen un tanto primitivos e insustanciales; y a pesar de todo es más agradable que muchos de sus sucesores más dotados. Si el objetivo fundamental de una novela es producir placer, Charles de Bernard es un novelista mejor que Gustave Flaubert.